# Ferrovia Aoimori
La Ferrovia Aoimori (青い森鉄道株式会社?, Aoimori Tetsudō Kabushiki-gaisha, lett. "Ferrovia della foresta blu") è un compagnia ferroviaria giapponese del terzo settore con sede nella città di Aomori, prefettura di Aomori. Il governo della prefettura di Aomori e la città di Aomori sono i principali azionisti della società.

## Storia
L'azienda è stata fondata il 25 maggio 2001. Il fattore principale per la fondazione della compagnia ferroviaria fu la costruzione di una sezione della linea ad alta velocità Tōhoku Shinkansen tra Morioka e Hachinohe. L'operatore JR East voleva separarsi dal trasporto locale sul tratto prevalentemente parallelo della linea principale Tōhoku per concentrarsi interamente sul trasporto a lunga percorrenza. Il Ministero dei Trasporti e le prefetture interessate di Iwate e Aomori hanno concordarono che il trasporto locale sarebbe dovuto essere trasferito a due nuove compagnie ferroviarie di proprietà regionale. La Ferrovia Aoimori è stata fondata contemporaneamente alla messa in funzione della sezione dello Shinkansen. La sezione corrispondente alla linea shinkansen è stata successivamente rinominata linea ferroviaria Aoimori, tra la stazione di Metoki e la stazione di Hachinohe. Quando lo shinkansen è stato esteso a nord da Hachinohe alla stazione di Shin-Aomori il 4 dicembre 2010, la società ha assunto il controllo della sezione bypassata della linea principale Tōhoku tra la stazione di Hachinohe e la stazione di Aomori e l'ha aggiunta alla linea ferroviaria Aoimori. L'azienda ha trasferito la sua sede da Hachinohe ad Aomori il 7 ottobre 2010.

## Linee ferroviarie
| Linea                     | Nome giapponese | Distanza totale | Capolinea       | Stazioni |
| ------------------------- | --------------- | --------------- | --------------- | -------- |
| Linea ferroviaria Aoimori | 青い森鉄道線    | 121.9           | Metoki - Aomori | 29       |

## Materiale rotabile
Vengono utilizzate 18 automotrici elettriche della serie 701 che vengono accoppiate tra loro per formare nove composizioni con due automotrici ciascuna. Due di queste composizioni furono acquisite da JR East nel 2002 e altre sette furono aggiunte nel 2010. Dal 2013 sono in uso due composizioni di nuova costruzione, ciascuna con due automotrici della serie 703. Si tratta di veicoli leggermente modificati della serie JR E721, prodotti da J-TEC.

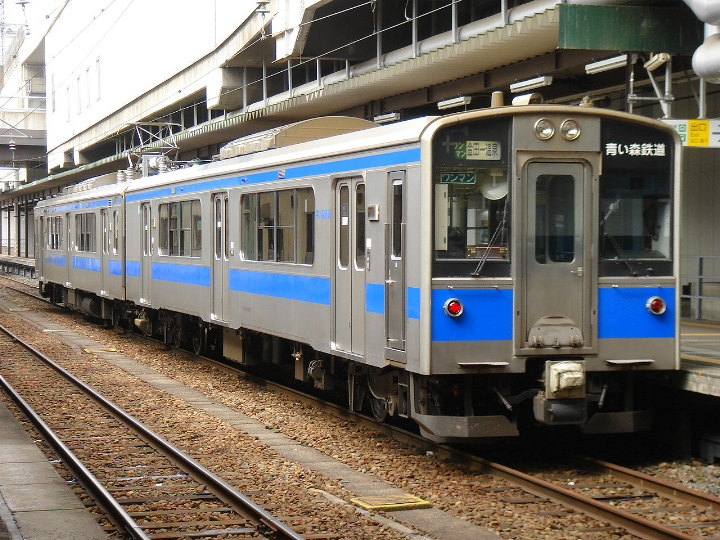
Serie 701
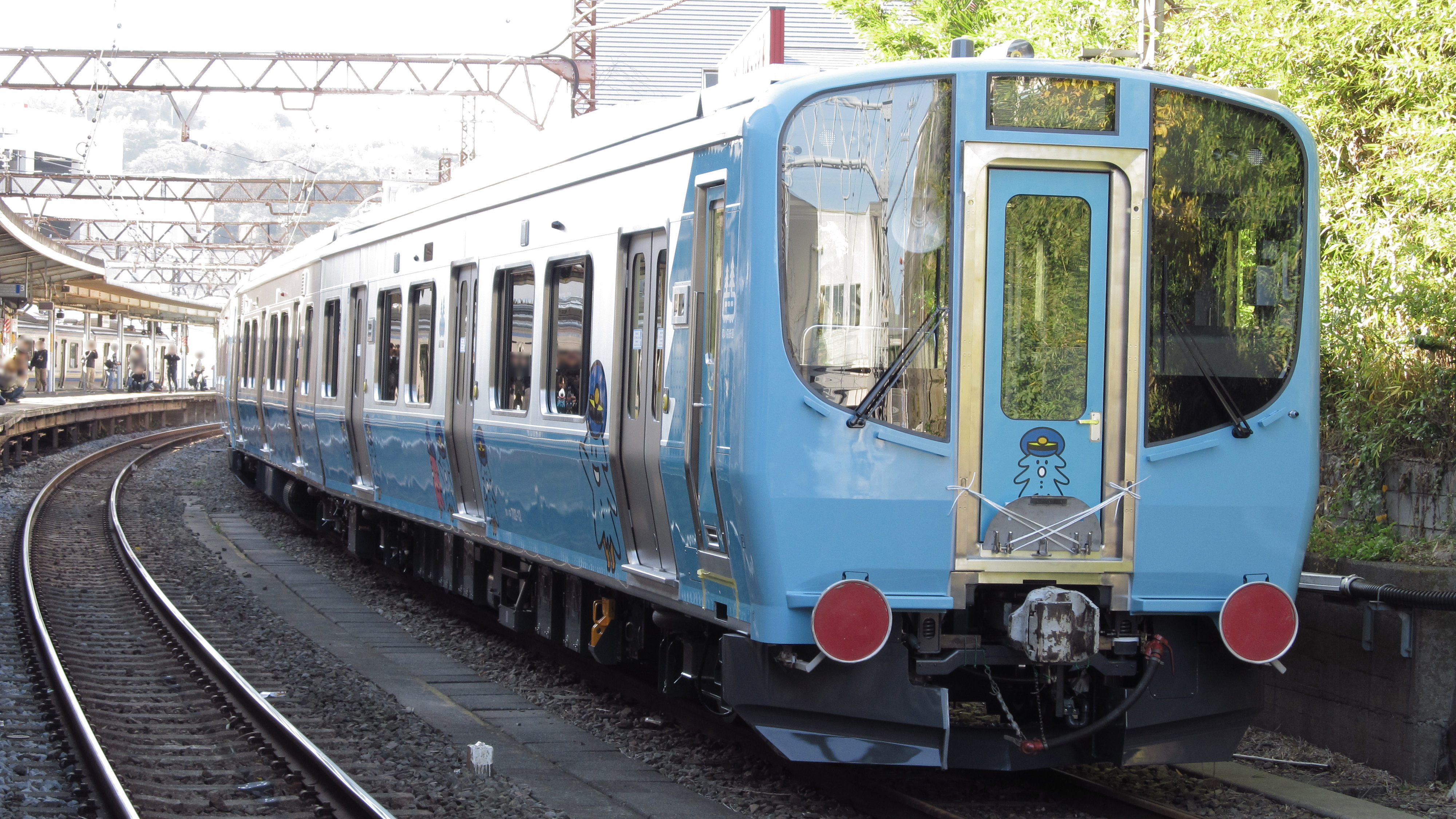
Serie 703